# Marathon de Paris 2010
Navigation
Édition précédente Édition suivante
Le Marathon de Paris 2010, est la 34e édition du Marathon de Paris, en France, qui a lieu le dimanche 11 avril 2010.
Il a rassemblé 40 000 coureurs, pour une course à pied de 42,195 km dans les rues de Paris et les bois de Vincennes et Boulogne. Tadesse Tola remporte la somme de 50 000 €.

## Résultats
Les résultats du Marathon de Paris 2010 chez les hommes et femmes :

### Hommes
| Rang | Athlète         | Nationalité | Temps           |
| ---- | --------------- | ----------- | --------------- |
|      | Tadesse Tola    | Éthiopie    | 2 h 06 min 41 s |
|      | Alfred Kering   | Kenya       | 2 h 07 min 11 s |
|      | Wilson Kipsang  | Kenya       | 2 h 07 min 13 s |
| 4    | Benjamin Kiptoo | Kenya       | 2 h 08 min 01 s |
| 5    | Daniel Kiprugut | Kenya       | 2 h 08 min 29 s |

### Femmes
| Rang | Athlète           | Nationalité | Temps               |
| ---- | ----------------- | ----------- | ------------------- |
|      | Atsede Baysa      | Éthiopie    | 2 h 22 min 04 s(*)  |
|      | Christelle Daunay | France      | 2 h 24 min 22 s(**) |
|      |                   |             |                     |
| 4    |                   |             |                     |
| 5    |                   |             |                     |

(*) nouveau record de l’épreuve
(**) nouveau record de France